# Aderaeon hamatum
Aderaeon hamatum là một loài tò vò trong họ Ichneumonidae. Loài này được Kasparyan miêu tả khoa học lần đầu tiên năm 1971.